# Trujillina spinipes
Trujillina spinipes är en spindelart som beskrevs av Bryant 1948. Trujillina spinipes ingår i släktet Trujillina och familjen Ctenidae. Inga underarter finns listade i Catalogue of Life.